# Pyrularia
Pyrularia es un género con nueve especies de plantas de flores perteneciente a la familia Santalaceae. 

## Especies seleccionadas
- Pyrularia bullata
- Pyrularia ceylanica
- Pyrularia edulis
- Pyrularia inermis
- Pyrularia moschifera
- Pyrularia olcifera
- Pyrularia pubera
- Pyrularia sinensis
- Pyrularia wallichiana